# Canon de Ptolomeo

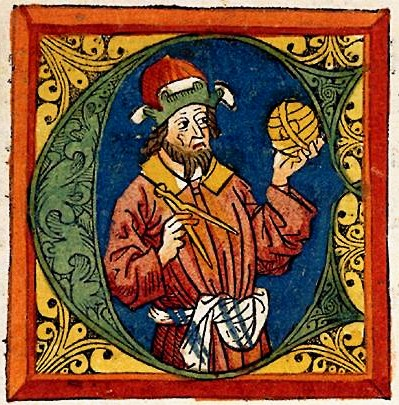
Claudio Ptolomeo en una minuatura del tratado "Geografía" publicado en Ulm (Alemania) en 1842.

El Canon de Ptolomeo es una lista de reyes con sus fechas de reinado usado en la Antigüedad por los astrónomos como una manera de registrar fenómenos astronómicos, como los eclipses. La lista fue conservada y publicada por Claudio Ptolomeo, por lo que se le ha llamado el "Canon de Ptolomeo". Es una de las fuentes más importantes a la hora de fijar la cronología absoluta del antiguo oriente.
El Canon es heredero de anteriores listas babilonias. En él se relacionan los reyes de Babilonia desde 747 a. C. hasta la caída de Babilonia en manos de los medos persas en 539 a. C. Sigue con los monarcas persas desde 538 a. C. hasta 332 a. C. Desde este punto, la lista fue continuada por los astrónomos griegos de Alejandría que listaron a los monarcas macedonios desde 331 a. C. hasta 305 a. C., continuando con los Ptolomeos desde 304 a. C. hasta 30 a. C. y finalmente con los emperadores romanos desde 29 a. C. hasta el 160.
El Canon es una lista anual. Solo menciona reyes cuyo reinado se extendió durante más de un año y solo menciona un monarca por año, por lo que en los años con diferentes reyes solo menciona a uno de ellos. Los dos períodos en los que no se menciona ningún rey, corresponden a los períodos en los que Senaqerib, rey de Asiria, tuvo el control de Babilonia. Su nombre no se menciona debido al odio de los babilonios por un rey que destruyó su ciudad en 689 a. C.
En general, se considera que la cronología del Canon es bastante precisa, por lo que gran parte de los historiadores y arqueólogos consideran que la cronología de la antigua mesopotamia está firmemente establecida desde el 747 a. C. en adelante.